# دیوید سینزبری
دیوید سینزبری (انگلیسی: David Sainsbury, Baron Sainsbury of Turville؛ زادهٔ ۲۴ اکتبر ۱۹۴۰) سیاستمدار و مدیر اجرایی اهل بریتانیا است. وی همچنین برندهٔ جوایزی همچون همکار انجمن سلطنتی شده‌است.